# 日曜寺
日曜寺（にちようじ）は、東京都板橋区にある真言宗霊雲寺派の寺院。

## 概要
正徳年間（1711年～1716年）、宥慶比丘によって開山された。
御三卿の田安徳川家初代徳川宗武の庇護を受け、寺院として整備された。その後も田安家の祈願所として繁栄した。
しかし、太平洋戦争の戦災により山門を除き全焼、田安家から寄進された累代の寺宝も失った。山門の扁額（田安家出身の松平定信の筆）のみが田安家の遺品となっている。
山門前には、橋の跡がある。かつては「中用水」（別名：稲付川、北耕地川）と呼ばれる石神井川から分かれた用水路が山門前を流れていた（現在は、ほとんどが暗渠化している）。

## 寺宝等

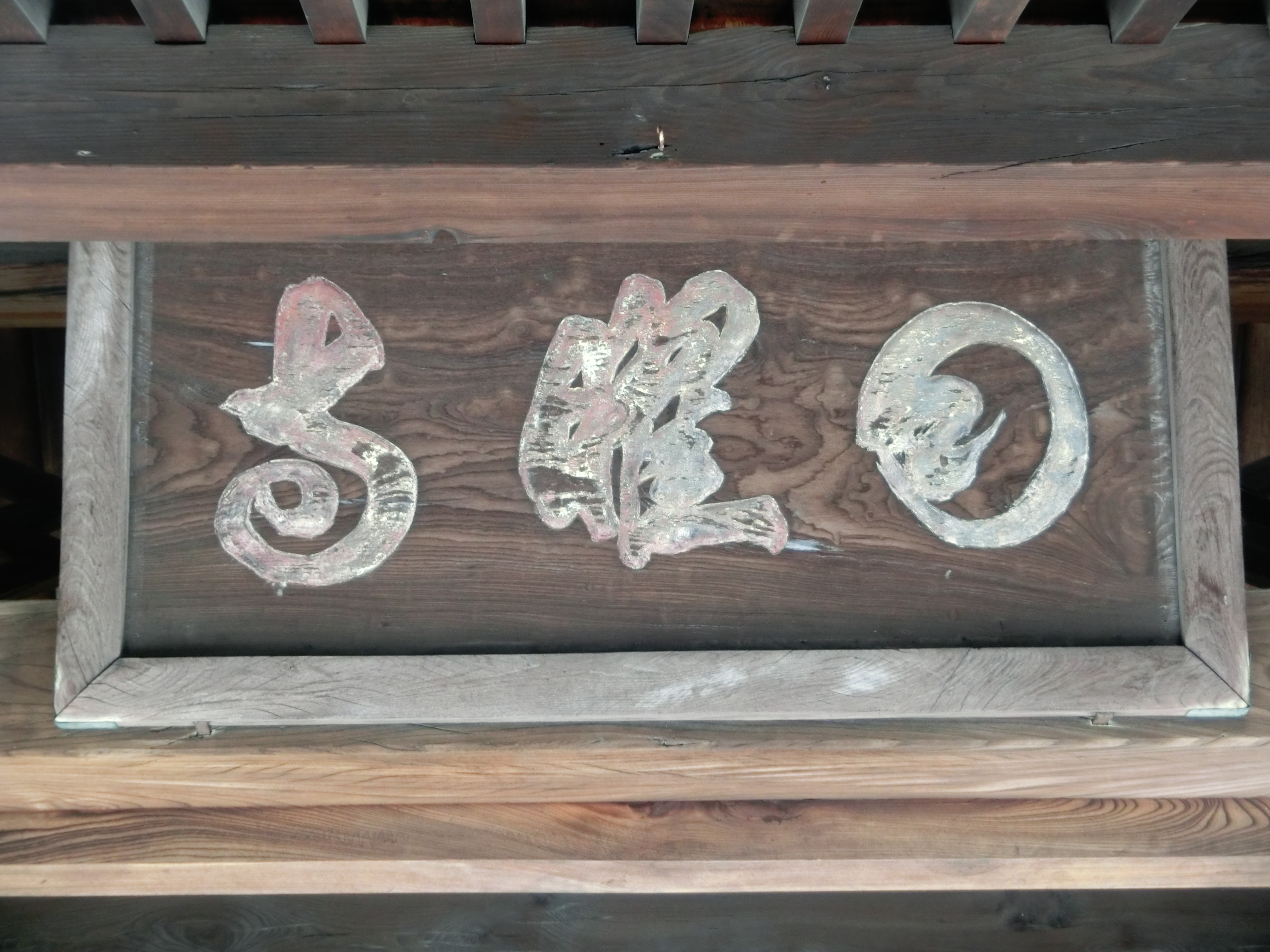
扁額

- 愛染明王像（本尊）

「愛染」が「藍染」に通じることから染物業者の崇敬を集めるようになった。
- 各種曼荼羅
- 扁額「日曜寺」（松平定信筆）

- 扁額

## 交通アクセス
- 板橋本町駅より徒歩6分。